# スパロークリーク 野良犬たちの長い夜
『スパロークリーク 野良犬たちの長い夜』（スパロークリーク のらいぬたちのながいよる、The Standoff at Sparrow Creek）は、2018年のアメリカ合衆国のスリラー映画。
監督はヘンリー・ダナム、出演はジェームズ・バッジ・デールとブライアン・ジェラティなど。
銃乱射事件の犯人をめぐって極右組織の男たちが繰り広げる心理戦を描いている。
2018年9月に開催された第43回トロント国際映画祭で初上映された後、本国米国では2019年1月に一部の劇場で限定公開された。
日本ではヒューマントラストシネマ渋谷とシネ・リーブル梅田で開催された「未体験ゾーンの映画たち2020」で上映された。

## ストーリー
警察官の葬儀で銃乱射事件が発生した夜、極右民兵組織の倉庫から1丁の自動小銃が消える。警察無線でやり取りされる情報から、銃乱射事件に用いられたのは消えた自動小銃であることがわかる。また、それを盗み出すことができるのは組織のメンバーだけであることから、リーダーのフォードは、警察との全面戦争を避け、組織とは無関係の単独犯であることを示すため、犯人を探し出そうとするが、メンバーの男たちは互いに犯人ではないかと疑い、緊張を高めていく。フォードからの信頼の厚い、元警官のギャノンは、男たちへ尋問を開始する。極右組織に入ることになったそれぞれの事情や憎しみ、怒り、殺意が、徐々に明らかになっていく。
ギャノンはフォードと自分を除いた5人のメンバー（ノア、ベックマン、モリス、キーティング、ハッベル）を1人ずつ尋問する。その中でノアが実は潜入捜査官であり、その事実をギャノンだけが知っていることが示される。尋問の結果、ギャノンは容疑者をモリスとキーティングの2人に絞るが、フォードは遅刻して来たノアを疑い、ノアを含めた3人をそれぞれ分けて拘束し、再度ギャノンが尋問することになる。
白人至上主義グループの元メンバーで警官殺しの前科があるモリスはギャノンの追及に対して犯行を認めるが、供述内容に事実と異なる部分があったことから、すぐに嘘と判明する。モリスはギャングの報復で自分の娘が殺されたのを潜入捜査官が見て見ぬふりをし、その事実を警察が隠蔽した上、自分を「陰謀論を唱える変人」に仕立てたことへの恨みから、事件に対する世間の注目を集めるために嘘をついたのである。
一方、キーティングを見張るハッベルは、キーティングに今に至るまでの自分について語る。ハッベルは元建設事業者で、道路工事の際の作業員のミスで5人が亡くなる事故を起こしていたが、作業員と現場監督を庇って隠蔽工作を図ったものの、警察から減刑をちらつかされた現場監督が裏切り、事故の責任をハッベルらに押し付けるために嘘の証言をしようとしたことから、現場監督を殺害し、この町に逃げて来たのである。
これまで口が利けないと思われていたキーティングはギャノンの尋問の中で利けないふりをしていただけだったことが明らかになる。そしてキーティングは自分の知性の高さを誇示してギャノンを翻弄する。その中で、ギャノンは潜入捜査官時代に犯罪組織を摘発する理由を作るために、組織による犯行と見せかけて相棒を殺害することを上司に強要された過去を語る。この話を聞いたキーティングは犯行を認め、無線で警察に自白するが、既に複数の嘘の自白が寄せられていることから、警察はキーティングの自白を無視する。
この事態に、フォードははじめから最も疑っていたノアこそが犯人であると決めつける。ギャノンはノアを庇うが、フォードは聞く耳を持たない。実はノアはギャノンの弟であり、ギャノンはノアの無実を信じたかったのだが、ノアは兄に誇りを取り戻してもらいたくて銃乱射事件を起こしたとギャノンに告白する。ギャノンはフォードにノアが弟だと明かすが、フォードは無視し、ノアの首を括って殺そうとする。ところが、その途中で警察がやって来たことから、混乱に乗じてギャノンはノアを救い出して脱出する。するとそこには警察が銃を構えて待機していた。ギャノンとノアは腕を上げてひざまずき、降伏の意思を示すが、他のメンバーはフル装備で警察に対峙する。しばしの静寂の後に銃撃戦となり、ギャノンとノア以外のメンバーは全員死亡する。
実は葬儀での銃乱射事件をはじめとする警察無線で流れていた情報は全て、ギャノンの属する民兵組織を摘発するために組織内部を混乱させ、分裂させようと警察が画策した狂言だったのである。完全に騙されたギャノンはノアに銃口を向け、「なぜ言わなかった?」と問い質すが、ノアは冷静に「兄貴はもう警官じゃない」と答える。警察はギャノンを協力者と見なして逮捕せず、救いの手を差し伸べるが、ギャノンは複雑な思いで呆然と立ちすくむ。

## キャスト
※括弧内は日本語吹替。

### 極右民兵組織のメンバー
- ギャノン: ジェームズ・バッジ・デール（木内秀信） - 元警察官の尋問官。
- ノア: ブライアン・ジェラティ（時永洋） - 実は潜入捜査官。
- ベックマン: パトリック・フィッシュラー（上住谷崇） - 無線担当。
- モリス: ハッピー・アンダーソン（英語版） - 白人至上主義グループの元メンバー。
- キーティング: ロバート・アラマヨ（英語版）（清水優譲） - 口が利けない青年。母校で銃乱射事件を計画。
- ハッベル: ジーン・ジョーンズ - 元建設業者。
- フォード: クリス・マルケイ（黒澤剛史） - リーダー。

### その他
- コワルスキー: ブレット・ポーター - 潜入捜査の指揮官。
- ローマン: コッター・スミス
- 警官: ニコール・アブシャー

## 作品の評価
本作は批評家から好意的に評価されている。映画批評集積サイトのRotten Tomatoesには49件のレビューがあり、批評家支持率は78%、平均点は10点満点で6.90点となっており、サイト側による批評家の見解の要約は「緊張感があって予測不可能な『スパロークリーク 野良犬たちの長い夜』は、暴力の大盛りをトッピングした物語を巧みな話術で語るムードでサスペンスファンを満足させるはずである。」となっている。
Metacriticでは、10件のレビューのうち、高評価は6件、賛否混在は3件、低評価は1件で、平均点は100点満点で62点となっている。